# Yael Averbuch
Pour les articles homonymes, voir Averbuch.
Yael Friedman Averbuch, née le 3 novembre 1986 à New York, est une footballeuse américaine.
Milieu de terrain, elle joue actuellement pour le Spirit de Washington dans la National Women's Soccer League (NWSL) et de l'équipe des États-Unis de soccer féminin.

## Biographie
Au cours de son passage à l'université de Caroline du Nord à Chapel Hill, elle a été nommée joueuse américaine de l'année par les Soccer Buzz et Top Drawer Soccer. Averbuch a été choisi au premier tour de la Draft Women's Professional Soccer (WPS) de 2009 (4e au total) par l'équipe Sky Blue FC (2009–2010). 
Elle a joué pour le Kopparbergs/Göteborg FC (2012-2013) dans le championnat de Suède de football féminin et en Ligue des champions féminine de l'UEFA et a fait un bref passage au WFC Rossiyanka (2012). Elle est championne WPS deux fois avec le Sky Blue FC et le Flash de Western New York (2011). 
Averbuch a joué pour l'équipe des États-Unis de soccer féminin à tous les niveaux des équipes nationales.
 Elle a notamment gagné avec l'équipe national la médaille d'or aux Jeux olympiques de Pékin en 2008 et de Londres en 2012, et la médaille d'argent (vice-championne du monde) lors de la  coupe du monde en Allemagne en 2011.
Yael Averbuch prend sa retraite des terrains en 2018 à la suite d'une colite ulcéreuse, mais devient néanmoins Executive Director des Reign de Seattle.